# جينيفيف توبين
جينيفيف توبين (بالإنجليزية: Genevieve Tobin)‏ هي ممثلة أمريكية، ولدت في 29 نوفمبر 1899 في نيويورك في الولايات المتحدة، وتوفيت في 21 يوليو 1995 في باسادينا في الولايات المتحدة.

## أعمال

### أفلام
- ساعة معك

## وصلات خارجية
- جينيفيف توبين على موقع IMDb (الإنجليزية)
- جينيفيف توبين على موقع ألو سيني (الفرنسية)
- جينيفيف توبين على موقع أول موفي (الإنجليزية)
- جينيفيف توبين على موقع قاعدة بيانات برودواي على الإنترنت (الإنجليزية)
- جينيفيف توبين على موقع قاعدة بيانات الأفلام السويدية (السويدية)
- جينيفيف توبين على موقع إن إن دي بي (الإنجليزية)
- جينيفيف توبين على موقع قاعدة بيانات الفيلم (الإنجليزية)
- جينيفيف توبين على موقع كينوبويسك (الروسية)